# Saison 2022 de l'équipe cycliste Israel-Premier Tech
La saison 2022 de l'équipe cycliste Israel-Premier Tech est la huitième de cette équipe.

## Coureurs et encadrement technique

### Effectif
| Coureur              | Date de Nais.      | Nationalité      | Équipe en 2021         | Vict. | Cont. | Maillot dist.      |
| -------------------- | ------------------ | ---------------- | ---------------------- | ----- | ----- | ------------------ |
| Rudy Barbier         | 18 décembre 1992   | France           | Israel Start-Up Nation | 0     | 2022  |                    |
| Sebastian Berwick    | 15 décembre 1999   | Australie        | Israel Start-Up Nation | 1     | 2023  |                    |
| Patrick Bevin        | 30 octobre 1995    | Nouvelle-Zélande | Israel Start-Up Nation | 3     | 2022  |                    |
| Jenthe Biermans      | 15 février 1991    | Belgique         | Israel Start-Up Nation | 0     | 2022  |                    |
| Guillaume Boivin     | 25 mai 1989        | Canada           | Israel Start-Up Nation | 0     | 2023  |                    |
| Matthias Brändle     | 7 décembre 1989    | Autriche         | Israel Start-Up Nation | 0     | 2022  |                    |
| Alexander Cataford   | 1er septembre 1993 | Canada           | Israel Start-Up Nation | 0     | 2022  |                    |
| Simon Clarke         | 18 juillet 1986    | Australie        | Qhubeka NextHash       | 1     | 2024  |                    |
| Alessandro De Marchi | 19 mai 1986        | Italie           | Israel Start-Up Nation | 0     | 2022  |                    |
| Alex Dowsett         | 3 octobre 1988     | Royaume-Uni      | Israel Start-Up Nation | 0     | 2022  |                    |
| Itamar Einhorn       | 20 septembre 1997  | Israël           | Israel Start-Up Nation | 2     | 2023  | - Route            |
| Christopher Froome   | 20 mai 1985        | Royaume-Uni      | Israel Start-Up Nation | 0     | 2023  |                    |
| Jakob Fuglsang       | 22 mars 1985       | Danemark         | Astana-Premier Tech    | 1     | 2024  |                    |
| Omer Goldstein       | 13 août 1996       | Israël           | Israel Start-Up Nation | 1     | 2023  | - Contre-la-montre |
| Carl Fredrik Hagen   | 26 septembre 1991  | Norvège          | Israel Start-Up Nation | 0     | 2022  |                    |
| Ben Hermans          | 8 juin 1986        | Belgique         | Israel Start-Up Nation | 0     | 2023  |                    |
| Reto Hollenstein     | 22 août 1985       | Suisse           | Israel Start-Up Nation | 0     | 2022  |                    |
| Hugo Houle           | 27 septembre 1990  | Canada           | Astana-Premier Tech    | 1     | 2024  |                    |
| Daryl Impey          | 6 décembre 1984    | Afrique du Sud   | Israel Start-Up Nation | 1     | 2023  |                    |
| Taj Jones            | 26 juillet 2000    | Australie        | Israel Start-Up Nation | 0     | 2023  |                    |
| Krists Neilands      | 18 août 1994       | Lettonie         | Israel Start-Up Nation | 0     | 2023  |                    |
| Guy Niv              | 8 mars 1994        | Israël           | Israel Start-Up Nation | 0     | 2022  |                    |
| Giacomo Nizzolo      | 30 janvier 1989    | Italie           | Qhubeka NextHash       | 1     | 2023  |                    |
| James Piccoli        | 5 septembre 1991   | Canada           | Israel Start-Up Nation | 0     | 2022  |                    |
| Guy Sagiv            | 5 décembre 1994    | Israël           | Israel Start-Up Nation | 0     | 2022  |                    |
| Corbin Strong        | 30 avril 2000      | Nouvelle-Zélande | SEG Racing Academy     | 1     | 2024  |                    |
| Dylan Teuns          | 1er mars 1992      | Belgique         | Bahrain Victorious     | 0     | 2024  |                    |
| Tom Van Asbroeck     | 19 avril 1990      | Belgique         | Israel Start-Up Nation | 0     | 2024  |                    |
| Sep Vanmarcke        | 28 juillet 1988    | Belgique         | Israel Start-Up Nation | 1     | 2023  |                    |
| Michael Woods        | 12 octobre 1986    | Canada           | Israel Start-Up Nation | 3     | 2023  |                    |
| Mads Würtz Schmidt   | 19 avril 1990      | Danemark         | Israel Start-Up Nation | 0     | 2024  |                    |
| Rick Zabel           | 7 décembre 1993    | Allemagne        | Israel Start-Up Nation | 0     | 2024  |                    |
| Coureurs stagiaires. |                    |                  |                        |       |       |                    |
| Matthew Riccitello   | 5 mars 2002        | États-Unis       | Hagens Berman Axeon    | 0     | 2025  |                    |

## Champions nationaux, continentaux et mondiaux
| Date         | Course                                    | Maillot | Coureurs       | Pays   | Lieu |
| ------------ | ----------------------------------------- | ------- | -------------- | ------ | ---- |
| 24 juin 2022 | Championnats d'Israël du contre-la-montre |         | Omer Goldstein | Israël |      |
| 25 juin 2022 | Championnats d'Israël sur route           |         | Itamar Einhorn | Israël |      |